# 李乾朗

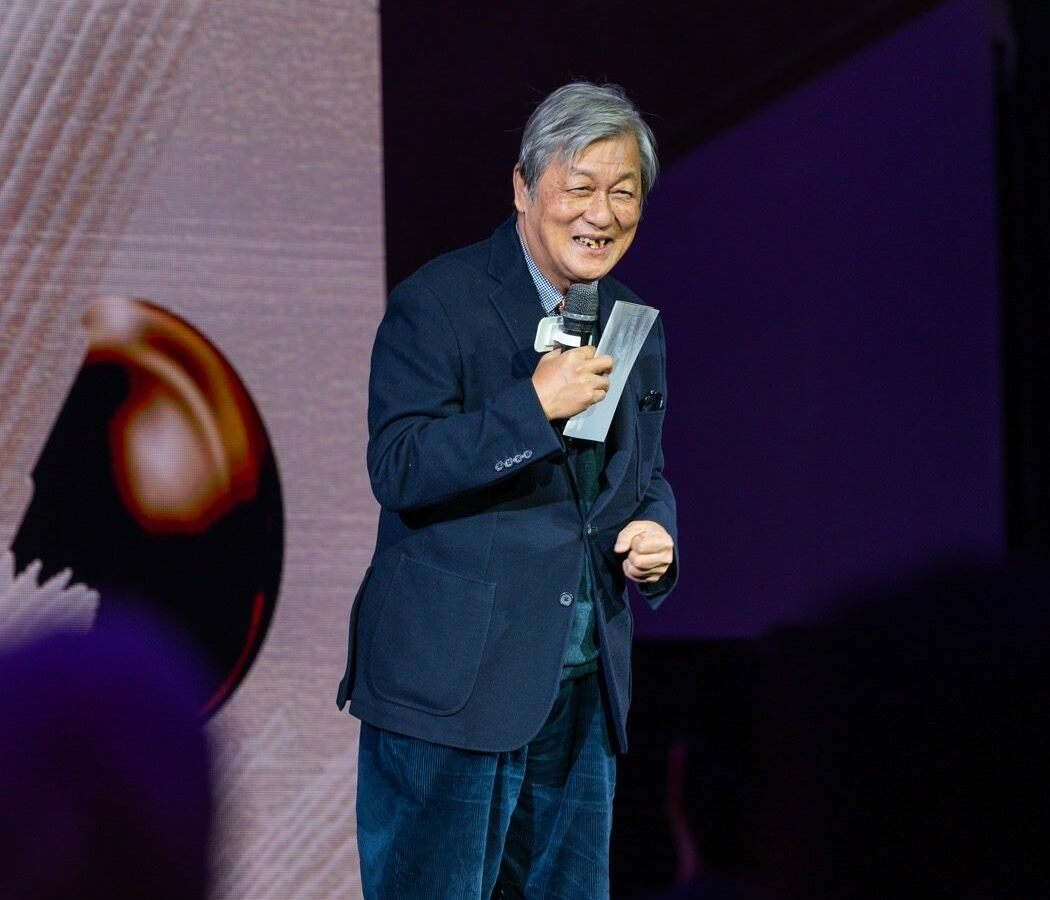
李乾朗出席第27屆臺北文化獎

李乾朗（1949年—），臺灣傳統建築研究者、古蹟審查委員、古蹟修護研究者、畫家。臺北市延平區大稻埕（今大同區）人，籍貫為台北縣淡水鎮（今新北市淡水區），現任中國文化大學建築及都市設計學系教授，長年擔任政府部門文資審議委員。

## 經歷

### 求學
1960年代初，就讀初中的李乾朗前往板橋鎮參觀荒蕪的林家花園，念其荒廢且無法妥善保存，因此發起維護臺灣古蹟的心願，加上稍早向陳敬輝學畫的人文藝術體認，使其於1968年進入中國文化大學建築及都市設計學系就讀。1971年，尚在求學的李乾朗，不但默默地以自費方式進行田野調查，用影像記載淡水，也為求獲得臺灣建築相關的美學與知識。1972年，李乾朗請益於知名民俗學者林衡道與畫家席德進。

### 經歷

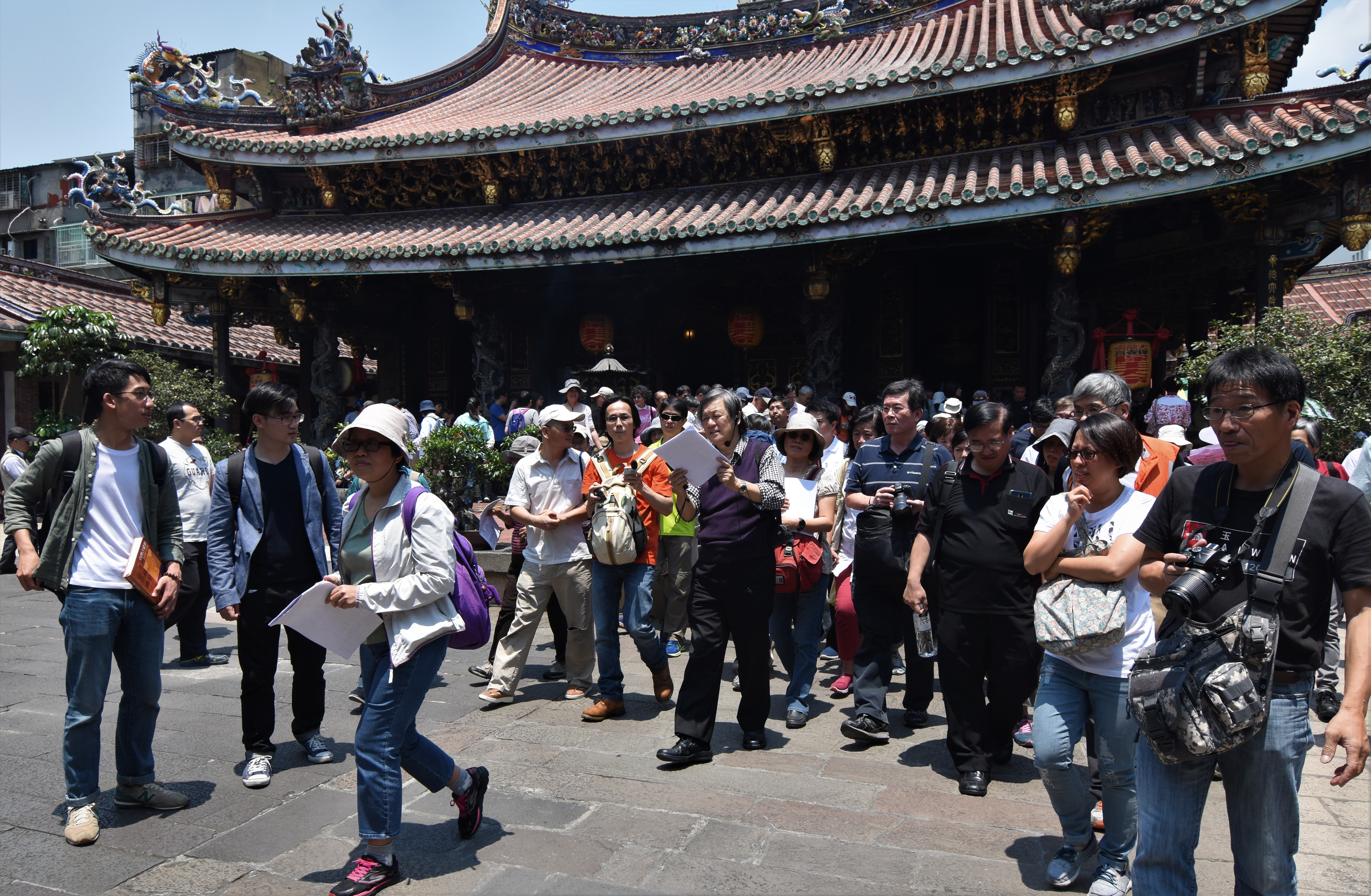
李乾朗教授導覽古蹟時常人山人海

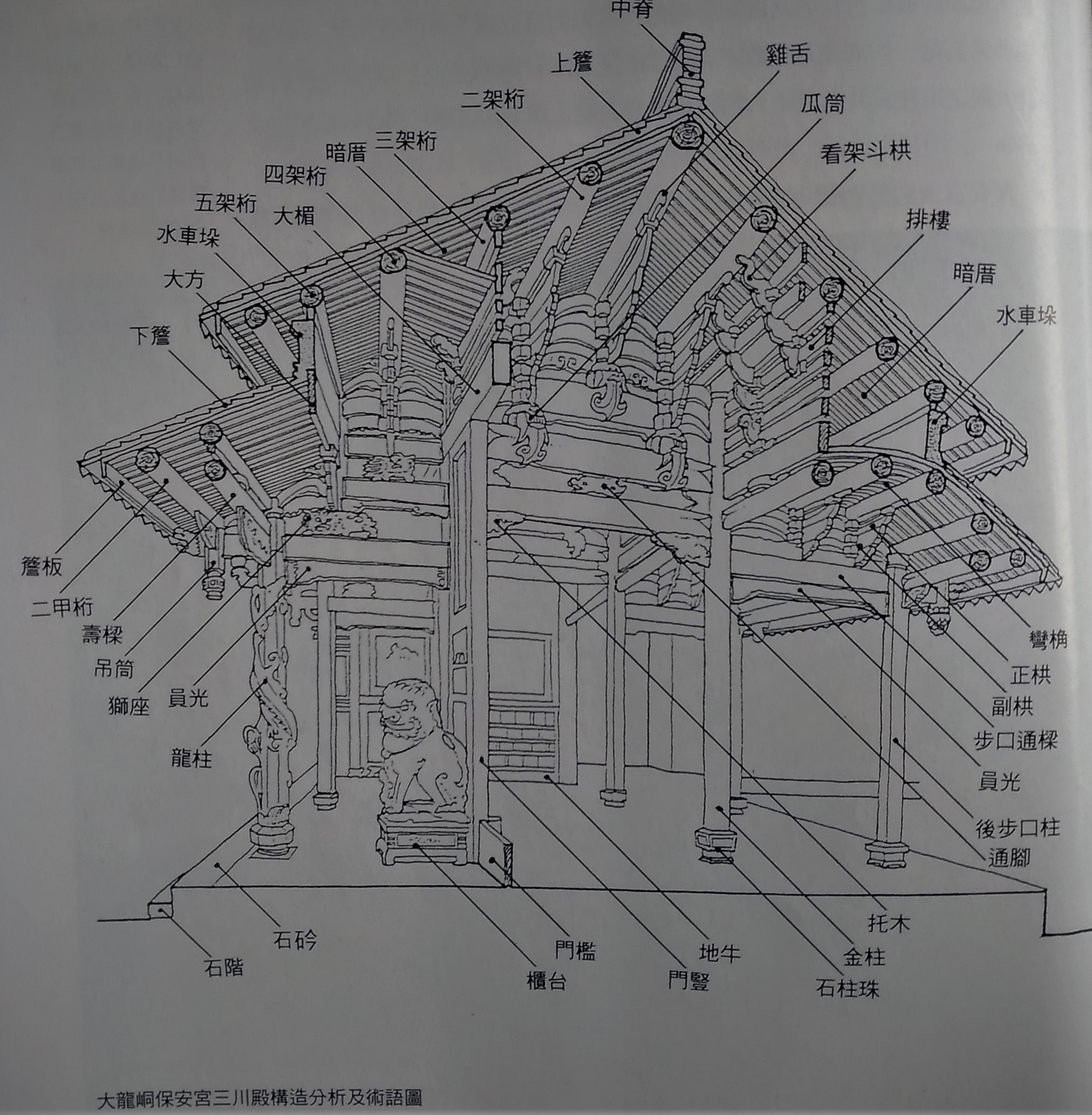
大龍峒保安宮建築圖，李乾朗編繪

自中國文化大學畢業後，李乾朗至金門服役。服役期間，他以既有學識研究和多日接觸當地建築經驗集結出版《金門民居建築》一書。該書為1970年代少見的傳統建築書籍，甫出版即受矚目。李乾朗首開田野調查手法紀錄古建築，也以通俗手法描繪古蹟。另外，李乾朗本身的美術底子和自由主義的思想，亦影響李乾朗對古蹟的看法。
1980年代，回母校任教的李乾朗展開對古蹟維護的熱忱。此階段他於雄獅美術出版的各類書籍皆受矚目。1981年，文建會的成立，是臺灣傳統建築與古蹟維護的轉捩點。文建會陸續於1980年代至1990年代維護如迪化街、林家花園、臺灣博物館、赤崁樓與安平古堡等重要古蹟，李乾朗在過程中亦扮演重要角色。
1994年，文建會擺脫官方維護傳統古蹟的制式方向，並朝「社區整體營造」方向來拯救臺灣傳統建築，而這種藉由民間力量的新思維亦為李乾朗所提倡。除了官方介入與修復，也藉由民間捐助來維護古蹟的「官辦民營」方式，雖偶招來圖利商人批評，不過於2000年代後，仍為臺灣維護傳統建築的主流。
李乾朗曾任國立臺灣藝術大學藝術管理與文化政策研究所教授、中國文化大學建築系副教授、財團法人中華民俗藝術基金會董事及財團法人台北市開放空間文教基金會董事等職位。多年擔任政府部門文資審議委員，並在2023年獲頒文化部「國家文化資產保存獎」保存貢獻類獎項肯定。

## 主要著作
- 1978年，《金門民居建築》，臺北，雄獅圖書公司
- 1979年，《台灣建築史》，臺北，雄獅圖書公司
- 1980年，《台灣近代建築》，臺北，雄獅圖書公司
- 1984年，《傳統建築入門》，臺北，行政院文化建設委員會
- 1988年，《傳統營造匠師派別之調查研究》，臺北，行政院文化建設委員會
- 1988年，《宜蘭昭應宮調查研究》，臺北，行政院文化建設委員會
- 1992年，《艋舺龍山寺調查研究》，臺北，行政院文化建設委員會
- 1994年，《台灣近代建築風格》，臺北，室內雜誌
- 1995年，《台灣建築百年》，臺北，室內雜誌
- 1996年，《臺灣建築閱覽》，臺北，玉山社出版公司
- 1996年，《古蹟入門》，臺北，遠流
- 1996年，《台灣建築問題》，臺北，玉山社出版公司
- 1997年，《大龍峒保安宮建築與裝飾藝術》，台北保安宮
- 1998年，《台灣近代建築》，臺北，雄獅圖書公司
- 1999年，《台灣建築百年》（增訂），臺北，美兆出版社
- 2001年，《20世紀台灣建築》，臺北，玉山社
- 2003年，《台灣古建築圖解事典》，臺北，遠流
- 2004年，《水彩台灣近代建築：賞古蹟。畫建築》，臺北，雄獅美術
- 2005年，《19世紀台灣建築》，臺北，玉山社出版公司
- 2008年，《巨匠神工》精裝典藏版（全一冊）／平裝版（全三冊），臺北，遠流
- 2008年，《台灣建築史》，2012初版三刷 臺北，五南文化公司
- 2014年，《百年古蹟滄桑：台灣建築保存紀事》，臺北，典藏藝術家庭